# Keaton
Pour les articles homonymes, voir Keaton (homonymie).
Keaton est un groupe belge de rock, originaire de Liège, en Région wallonne. Fortement influencée par la vague grunge du début des années 1990, le style musical de Keaton peut être considérée comme un mélange d'influences héritées d'Alice In Chains, Tool ou encore R.E.M..

## Historique
C'est en 1988, dans la région liégeoise, en Belgique, que Keaton voit le jour. Composé de quatre membres, le groupe sort en 1990 une première démo trois titres, intitulée Hard Work. Elle sera suivie en 1992 par une démo sept titres, Seeds, puis en 1994 par une troisième démo quatre titres Intravenous. Cette dernière sera le point de départ de l'enregistrement du seul album du groupe. Enregistré entre novembre 1993 et juin 1994, avec l'aide de Philippe Rennotte, l'album Intravenous sort en 1995, sur le petit label Concept Records, soit huit ans après la création du groupe. Pour ce premier opus, le groupe s'associe à Tino Dematino et Phil Baheux de Channel Zero.
En 1996, le groupe participe à la compilation Europa Connection, où ils sont remarqués par Columbia Records aux Pays-Bas. La maison de disques les signe puis réédite leur premier album, Intravenous, en janvier 1997. Entretemps, Pierre-Yves Derkenne et Juan Lada remplacent Philippe Rennotte dans le groupe. Deux singles seront issus de l'album. En 1995 et 1996, le groupe joue au Dour Festival. Le groupe se sépare en 1998. Ils se reforment pour une courte période en 2006 avec une nouvelle section rythmique pour finalement changer de nom, et devenir I Kiss the Girls[réf. nécessaire].
Les différents membres de Keaton participeront à différents projets musicaux. Philippe Rennotte officiera dans Light Defence et axera essentiellement son travail sur la production de groupes comme Été 67 ou Jeronimo. Didier Van Wambeke formera Brooklyn, groupe de pop, dont il produira l'album Watching the Sun Without Sunglasses en 2004. Jacques Pironet formera Versus Club, groupe de pop-rock. Juan Lada formera Gasoline, groupe grunge dans la veine de Keaton.

## Membres
- Didier Van Wambeke - chant
- Jacques Pironet - guitare
- Thierry van Genechten - basse
- Olivier Bertrand - batterie
- Christophe Thonar - batterie
- Philippe « Fools » Rennotte - basse, guitare, percussions (1965-2006)
- Pierre-Yves Derkenne - basse, guitare
- Juan Lada - percussions, guitare

## Discographie

### Album studio
- 1995 : Intravenous (réédité en 1997)

### Singles
- 1997 : Kill Me (single)
- 1997 : Intravenous (single)